# Yell County
Das Yell County ist ein County im US-Bundesstaat Arkansas. Der Verwaltungssitz (County Seat) ist Danville. Das County gehört zu den Dry Countys, was bedeutet, dass der Verkauf von Alkohol eingeschränkt oder verboten ist.

## Geographie
Das County liegt nordwestlich des geografischen Zentrums von Arkansas und hat eine Fläche von 2457 Quadratkilometern, wovon 54 Quadratkilometer Wasserfläche sind. Es grenzt an folgende Countys:
| Logan County | Pope County       | Conway County  |
| Scott County |                   | Perry County   |
|              | Montgomery County | Garland County |

## Geschichte

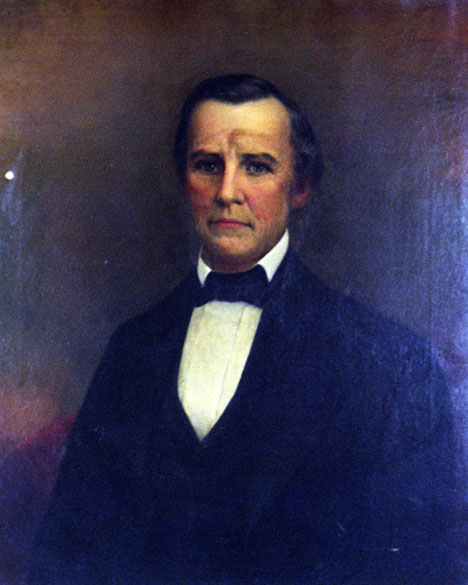
A. Yell

Das Yell County wurde am 5. Dezember 1840 aus Teilen des Pope County und des Scott County gebildet. Benannt wurde es nach Archibald Yell (1797–1847), dem zweiten Gouverneur von Arkansas (1840–1844).

## Demografische Daten

Alterspyramide des Yell County (2000)

Nach der Volkszählung im Jahr 2000 lebten im Yell County 21.139 Menschen in 7922 Haushalten und 5814 Familien. Die Bevölkerungsdichte betrug 9 Einwohner pro Quadratkilometer. Ethnisch betrachtet setzte sich die Bevölkerung zusammen aus 86,63 Prozent Weißen, 1,47 Prozent Afroamerikanern, 0,58 Prozent amerikanischen Ureinwohnern, 0,69 Prozent Asiaten, 0,03 Prozent Bewohnern aus dem pazifischen Inselraum und 8,99 Prozent aus anderen ethnischen Gruppen; 1,62 Prozent stammten von zwei oder mehr Ethnien ab. Unabhängig von der ethnischen Zugehörigkeit waren 12,73 Prozent der Bevölkerung spanischer oder lateinamerikanischer Abstammung.
Von den 7.922 Haushalten hatten 33,6 Prozent Kinder oder Jugendliche im Alter unter 18 Jahre, die mit ihnen zusammen lebten. 58,5 Prozent waren verheiratete, zusammenlebende Paare, 10,1 Prozent waren allein erziehende Mütter, 26,6 Prozent waren keine Familien. 23,2 Prozent aller Haushalte waren Singlehaushalte und in 11,8 Prozent lebten Menschen im Alter von 65 Jahren oder darüber. Die Durchschnittshaushaltsgröße lag bei 2,61 und die durchschnittliche Familiengröße bei 3,04 Personen.
25,8 Prozent der Bevölkerung waren unter 18 Jahre alt, 8,9 Prozent zwischen 18 und 24, 28,3 Prozent zwischen 25 und 44, 22,0 Prozent zwischen 45 und 64 und 15,0 Prozent waren 65 Jahre oder älter. Das Durchschnittsalter betrug 36 Jahre. Auf 100 weibliche kamen statistisch 99,5 männliche Personen und auf 100 Frauen im Alter von 18 Jahren und darüber kamen durchschnittlich 96,3 Männer.
Das jährliche Durchschnittseinkommen eines Haushalts betrug 28.916 USD, das Durchschnittseinkommen der Familien 33.409 USD. Männer hatten ein Durchschnittseinkommen von 23.172 USD, Frauen 18.148 USD. Das Prokopfeinkommen betrug 15.383 USD. 11,7 Prozent der Familien und 15,4 Prozent der Einwohner lebten unterhalb der Armutsgrenze.

## Kultur und Sehenswürdigkeiten

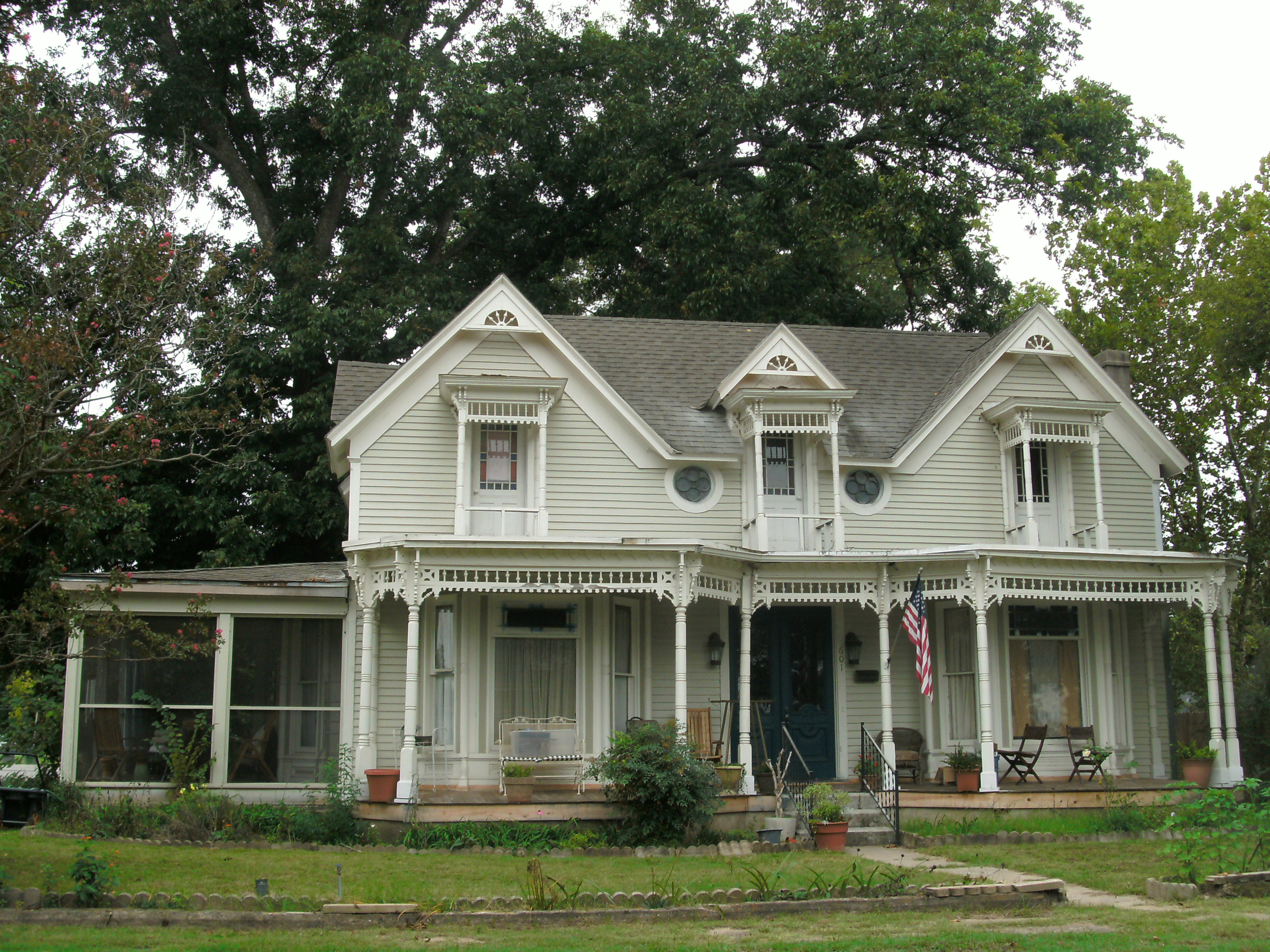
Steamboat House (2012). Dieses um 1890 im Stile des sogenannten Steamboat Gothic („Dampfschiff-Gotik“) errichtete Wohnhaus wurde im Juni 1975 als erstes Objekt des County im NRHP eingetragen.

30 Bauwerke, Stätten und historische Bezirke (Historic Districts) des Countys sind im National Register of Historic Places („Nationales Verzeichnis historischer Orte“; NRHP) eingetragen (Stand 23. Juli 2022), darunter eines von zwei Gerichts- und Verwaltungsgebäuden des County, drei Historic Districts und acht Objekte im Mount Nebo State Park.

## Orte im Yell County
- Alpha
- Aly
- Ard
- Belleville
- Birta
- Blue Ball
- Bluffton
- Briggsville
- Carden Bottoms
- Centerville
- Chalybeate Springs
- Chickalah
- Chula
- Corinth
- Cotton Town
- Crossroads
- Danville
- Dardanelle
- Elberta
- Fowler
- Gravelly
- Gum Tree
- Havana
- Hickory Grove
- Kingston
- Lakeview
- Lone Pine
- Macedonia
- Marvinville
- Mickles
- Mosley
- Mount George
- New Neely
- Ola
- Old Neely
- Onyx
- Petit Jean
- Pisgah
- Plainview
- Pleasant Hill
- Prosperity
- Quarry Heights
- Ranger
- Rover
- Shark
- Sills
- Stafford
- Steve
- Stillwater
- Sulphur Springs
- Walnut Grove
- Waltreak
- Waveland
- Whitehall
- Wing
- Young Gravelly

Townships
- Bluffton Township
- Briggsville Township
- Centerville Township
- Compton Township
- Crawford Township
- Danville Township
- Dardanelle Township
- Dutch Creek Township
- Ferguson Township
- Galla Rock Township
- Gilkey Township
- Gravelly Hill Township
- Herring Township
- Ions Creek Township
- Lamar Township
- Magazine Township
- Mason Township
- Mountain Township
- Prairie Township
- Richland Township
- Riley Township
- Rover Township
- Sulphur Springs Township
- Ward Township
- Waveland Township